# Wenzeslaus von Gleispach
Wenzeslaus Graf von Gleispach, genannt auch Wenzel (Graf von) Gleispach (* 22. August 1876 in Graz; † 12. März 1944 in Wien) war ein deutsch-österreichischer Jurist und Universitätslehrer, der dem Nationalsozialismus nahestand.

## Leben
Wenzeslaus von Gleispach, Sohn des prominenten Juristen und zeitweiligen Justizministers Johann Nepomuk von Gleispach, studierte Rechtswissenschaften und erwarb 1898 das Doktorat. Der aus begütertem gräflichen Haus stammende junge Mann musste sich dabei teilweise seinen Lebensunterhalt durch Stundengeben verdienen, da die Familie seine Heirat mit einer Sängerin des Grazer Landestheaters missbilligte. 1903 wurde Gleispach Professor für Strafrecht an der Universität Freiburg (Schweiz), 1907 an der deutschen Universität Prag, 1916 bis 1933 wirkte er als Professor an der Universität Wien als Nachfolger von Heinrich Lammasch. 1925 war Gleispach Dekan der Juristischen Fakultät, 1929 bis 1930 Rektor. Als Rektor sorgte er 1930 „für ein neues Studentenrecht auf volksrechtlicher bzw. deutsch-arischer Grundlage“, das die Studenten in vier „Nationen“ unterteilte, nämlich in „deutsche“, „nichtdeutsche (jüdische)“, „gemischte“ und „andere“. Der österreichische Verfassungsgerichtshof hob die Verordnung des Rektors im Juni 1931 auf. Das führte zu den „schwersten Ausschreitungen auf akademischem Boden“ in der ersten österreichischen Republik.
Als Rektor setzte er sich für die Belange der Wiener Waffenstudenten ein. Bei einer Kundgebung in der Aula griff er am 3. Juni 1930 den Justizminister und die österreichische Gesetzgebung, die das Schlagen von Mensuren unter Strafe stellte, scharf an und erklärte, diese sei ein „Streich gegen das Waffenstudententum, darüber hinaus aber gegen Wehrhaftigkeit und deutsches volksbewußtes Studententum überhaupt“.
Nach Etablierung der Dollfuß-Diktatur war Gleispach, ein „alter und eifriger Kämpfer für den Nationalsozialismus“, im Oktober 1933 wegen seiner Unterstützung des Nationalsozialismus und offenen Widerstands gegen seine Regierung ohne Disziplinarverfahren in den Ruhestand versetzt worden.
Daraufhin setzten sich die NSDAP und die Studentenschaft beim Kultusministerium für die Berufung Gleispachs ein. Der Kultusminister Bernhard Rust befahl der Universität Berlin, Gleispach noch 1933 nach Berlin einzuladen. Denn es wurden attraktive Stellen an der Berliner Universität frei, da die jüdischen Professoren aus ihren Ämtern vertrieben wurden. Gleispach war bereits im Sommer 1933 von Eduard Kohlrausch für den Lehrstuhl von James Goldschmidt vorgesehen worden. Gleispach hielt daher schon im Wintersemester 1933 als Honorarprofessor Vorlesungen anstatt von James Goldschmidt, dessen Vorlesungen erst von nationalsozialistischen Studenten boykottiert wurden und dann gegen alles geltende Recht von der Universitätsleitung verboten. Im Wintersemester 1934/35 wurde Gleispach formell auf den Lehrstuhl des vertriebenen Professors gehievt und Anfang 1935 rückwirkend zum Ordinarius für Strafrecht ernannt, was er bis 1941 blieb. Zudem wurde er Direktor des Kriminalistischen Instituts der Universität Berlin. Kurz danach wurde Gleispach zum Dekan der Juristischen Fakultät befördert, was er bis 1937 blieb. Sofort nach Amtsantritt als Dekan sorgte der scharf antisemitisch gesinnte Gleispach durch Denunziation bei dem Kultusminister für die Vertreibung der letzten verbliebenen jüdischen Hochschullehrer Martin Wolff und Ernst Rabel. Gleispachs rassistische „Gutachten“ über Professoren-Kollegen und andere Personen führten etwa zur Pensionierung des Juristen Stephan Brassloff an der Universität Wien. Fürsprecher von Gleispach war unter anderen der prominente Jurist Carl Schmitt gewesen, der Gleispach als engagierten Nationalsozialisten schätzte.
Gleispach gehörte 1933 zu den Gründungsmitgliedern der nationalsozialistischen Akademie für Deutsches Recht Hans Franks.
Im Jahr 1935 wurde Gleispach vom Senat der Stadt Danzig als Vertreter beim Verfahren vor dem Ständigen Internationalen Gerichtshof bestellt. In diesem Verfahren wollte der Völkerbund geklärt haben, ob die Übernahme von nationalsozialistischen Gesetzen vom 29. August 1935, in denen der Rechtsstaat abgeschafft werden sollte und außerdem die Verfolgung von Juden und Demokraten gerechtfertigt wurde, mit der Danziger Verfassung übereinstimmte. Die Danziger Verfassung war die eines demokratischen Rechtsstaates und war vom Völkerbund garantiert worden. Gleispachs Bemühungen – unter anderem wollte er zusammen mit dem Rechtsberater Friedrich Grimm beweisen, dass der nationalsozialistische Grundsatz Nullum crimen sine poena mehr Gerechtigkeit verschaffe als die rechtsstaatlichen Grundsätze Nullum crimen sine lege und Nulla poena sine lege – war kein Erfolg beschieden. Das Gericht entschied, dass die neuen Gesetze der Verfassung Danzigs und den Prinzipien des Völkerbundes widersprächen.

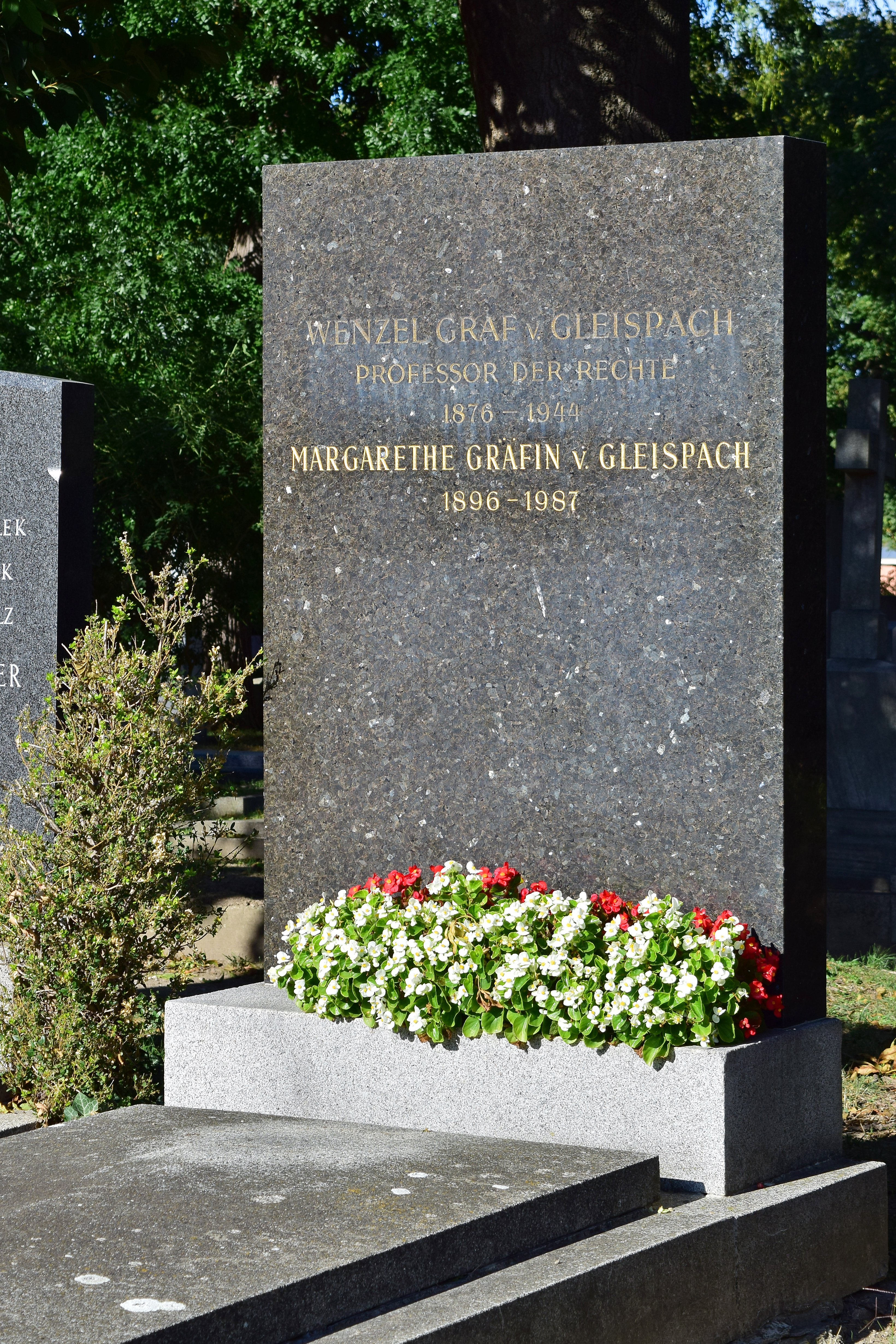
Grabstätte von Wenzeslaus von Gleispach

1937 wurde Gleispach auf eigenen Wunsch von den Dekanatsaufgaben entpflichtet, aber er genoss weiterhin großes Ansehen im nationalsozialistischen Kultusministerium. Denn Gleispach wurde neben anderen als Kandidat für den Posten des Universitätsrektors gehandelt. 1941 wurde Gleispach aus Alters- und Gesundheitsgründen emeritiert. Er kehrte 1943 nach Wien zurück, wo er 1944 an einem Schlaganfall verstarb. Er wurde am Wiener Zentralfriedhof bestattet (Gruppe 33E, Reihe 17, Nr. 17). Der Ehrengrabstatus wurde 1986 aufgehoben.
Gleispach war 1907 am österreichischen Reformentwurf eines neuen Strafrechts intensiv beteiligt. In den zwanziger Jahren hatte er versucht, eine vom nationalsozialistischen Geist getragene Strafrechtsreform in Deutschland zu befördern. 1935 wurde Gleispach Mitglied der Kommission zur Erneuerung des deutschen Strafrechts, bei dem das deutsche Strafrecht an die Rechtsvorstellungen der Nationalsozialisten angepasst werden sollte.

## Schriften
- Deutsches Strafverfahrensrecht. Ein Grundriss. Junker und Dünnhaupt, Berlin 1943 (= Rechtswissenschaftliche Grundrisse).
- Das Kriegsstrafrecht. Allgemeines Kriegsstrafrecht und Kriegsverfahrensrecht. Mit einem Überblick über das Strafrecht und Strafverfahrensrecht der deutschen Wehrmacht im Kriege. von Decker, Berlin 1940. Teil 1: Das allgemeine Kriegsstrafrecht, insbesondere die Verordnung zum Schutze gegen Volksschädlinge … u. a. Teil 2: Das allgemeine Strafverfahrensrecht im Kriege und das Strafrecht und Strafverfahrensrecht der Wehrmacht im Kriege. Teil 3: Das neueste allgemeine Kriegstrafrecht. März bis November 1940. Kohlhammer, Leipzig 1941.
- Nationalsozialistisches Recht. Rede zur Feier der 5. Wiederkehr des Tages der nationalen Erhebung am 29. Januar 1938. Friedrich Wilhelms-Universität, Berlin und Linz an der Donau 1938.
- Die Jüngsten Strafrechtsnovellen Danzigs vor dem Permanenten Gerichtshof für internationales Recht im Haag. Berlin 1936.
- mit Friedrich Ruff: Das Österreichische Strafverfahren. Eine systematische Darstellung. Wien 1924.
- Strafrecht. Allgemeiner Teil. Nach der Vorlesung im Sommersemester 1921. Wien 1921.
- Der deutsche Strafgesetz-Entwurf. Berichte und Abänderungsvorschläge. Österreichische Kriminalistische Vereinigung auf ihrer Tagung vom 13. bis zum 15. Oktober 1921. Freytag, Leipzig 1921.